# Denisia albimaculea
Denisia albimaculea là một loài bướm đêm thuộc họ Oecophoridae. Nó được tìm thấy ở châu Âu.
Sải cánh dài 9–12 mm. The moth gặp ở tháng 5 đến tháng 6 tùy theo địa điểm.
The larvae live under và feed on dead bark, decayed wood và amongst other plant material from conifers such as Larix và deciduous trees such as Ulmus và Aesculus.